# Balogh Balázs (labdarúgó, 1982)
Balogh Balázs (Budapest, 1982. július 21. –) magyar labdarúgó, a Vác hátvédje.